# Biga

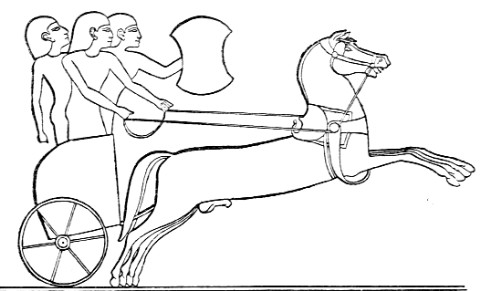
Biga hitita (desenho de um baixo-relevo do Antigo Egipto.

Uma biga é um carroça de duas rodas, movido por dois cavalos, semelhante a uma quadriga (movida por quatro cavalos). Foi usada na Antiguidade como carro de combate, mais especificamente durante as idades do Bronze e do Ferro.
Leve, em grande parte de madeira, a biga foi usada no Egito desde a Quinta Dinastia. Largamente difundida na civilização micênica, no mundo homérico a biga é reservada para os chefes. No século V. a.C., seu uso na guerra já havia decaído em território grego  mas, no final do mesmo século e nos seguintes, passaria a ser muito usada  em corridas, nas festas helênicas. Na Península Itálica, as bigas foram utilizadas na Idade do Ferro. As mais simples eram feitas de madeira (por vezes apenas os aros das rodas eram de ferro ). Em Roma, a biga foi logo substituída pelo cavalo de guerra, mas seu uso persistiu nas corridas de circo. 

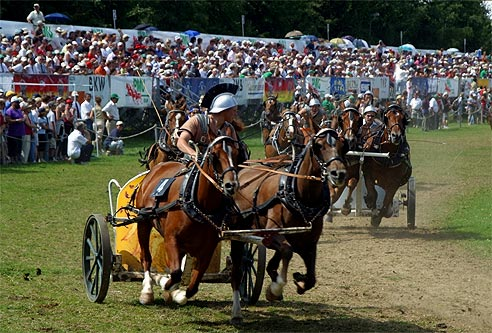
Representação moderna de uma corrida de bigas.

Continuou a ser utilizada, com algumas adaptações, como transporte, em procissões e em jogos assim que se tornou obsoleta na história militar. Alguns modelos mais antigos podiam mesmo dispor de quatro rodas, embora estes não sejam geralmente referidos como bigas. A invenção que potenciou a construção destes leves carros para fins militares foi a utilização de aros na roda. Por esta altura, a maioria dos cavalos não conseguia suportar o peso de um homem em combate; o cavalo selvagem original era, na verdade, um grande pónei em tamanho. As bigas eram eficazes sobretudo em terrenos planos e abertos. Os cavalos eram gradualmente alimentados para se tornarem maiores e mais fortes. Foi a utilização das bigas que potenciou mais tarde o surgimento da cavalaria nas divisões militares. As bigas de roda com aros datam de cerca de 2000 a.C. e a sua maior utilização parece ter-se verificado a cerca de 1300 a.C. (ver Batalha de Kadesh). As corridas de carros foram muito utilizadas durante os Jogos do Império Romano e continuaram populares em Constantinopla até ao século VI.

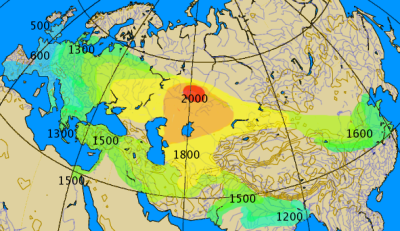
Aproximação histórica da difusão da biga, 2000-500 a.C.

Nas técnicas de guerra modernas, o papel táctico da biga é desempenhado pelo carro de combate ou pelo veículo blindado de transporte de pessoal. Durante a Primeira Guerra Mundial, imediatamente antes da introdução dos primeiros tanques, eram utilizados motociclos com metralhadoras montadas em sidecars e outros veículos blindados que constituíam as versões mecanizadas das bigas. Pode-se considerar que as tachankas russas reintroduziram, ainda que por pouco tempo, a tracção equestre das bigas, desta feita equipadas com metralhadoras, embora estas fossem uma versão muito mais ligeira que a artilharia a cavalo utilizada nos campos de batalha europeus por mais de cem anos.